# Stuart McCall
Andrew Stuart Murray McCall (født 10. juni 1964 i Leeds, England) er en tidligere skotsk fodboldspiller, der spillede som midtbanespiller hos flere skotske og engelske klubber, samt for Skotlands landshold. Af hans klubber kan blandt andet nævnes Rangers F.C. i hjemlandet, samt Everton og Bradford i England.
Efter sin aktive karriere har Stuart McCall stået i spidsen for sin tidligere klub Bradford fra 2007 til sin opsigelse i februar, 2010.

## Landshold
McCall spillede i årene mellem 1990 og 1998 40 kampe for Skotlands landshold, hvori han scorede et enkelt mål. Han repræsenterede sit land ved VM i 1990, EM i 1992 samt EM i 1996.